# Katica Ileš
Katica Ileš (Osijek, 30. ožujka 1946.) je bivša hrvatska rukometašica.
Igrala je za Osijek. S Osijekom je triput osvojila državni kup (1966., 1978. i 1981.) te Kup pobjednica kupova.
U sastavu bivše jugoslavenske ženske rukometne reprezentacije osvojila je srebrnu olimpijsku medalju.
1999. godine dobitnica je Državne nagrade za šport "Franjo Bučar" za životno djelo.

## Vanjske poveznice
- Profil na www.databaseolympics.com
- www.hr